# 松田二郎
松田 二郎（まつだ じろう、1900年7月30日 - 1988年4月3日）は最高裁判所判事。東京府出身。

## 人物
1918年に東京高等師範学校附属中学校（現・筑波大学附属中学校・高等学校）を卒業。第一高等学校を経て、1925年に東京帝国大学法科卒業。1926年4月に司法官試補。1927年に東京地裁予備判事となり、長野地裁、千葉地裁などに勤務。その後、司法省調査部長、東京高裁判事、司法修習所所長を経て、1960年に東京地裁所長、1964年に大阪高裁長官を歴任。
東京地裁所長時代には交通、手形、特許の専門部を新設して、裁判の迅速化をはかった。嶋中事件について東京地裁の飯守重任裁判官の発言が波紋を呼んだとき、所長であった松田は裁判官の言動に注意を促す通達を出した。
大阪高裁長官時代には交通、労働の専門部を新設した。
1964年1月に最高裁判事となる。
1970年7月に定年退官。

## 著書
- 『私の少数意見』（商事法務研究会）
- 『私における裁判と理論』（商事法務研究会）